# César Bosco Vivas Robelo
César Bosco Vivas Robelo, O.P. (Masaya, 14 de noviembre de 1941-Managua, 23 de junio de 2020) fue un sacerdote católico nicaragüense, obispo de la Diócesis de León en Nicaragua de 1991 a 2019.

## Biografía

### Primeros años
Nació en Masaya la ciudad de las flores, el 14 de noviembre de 1941, hijo de Cesar Vivas Rojas y Enriqueta Robelo. Cursó estudios superiores de Filosofía y Teología tanto en el Seminario Interdiocesano de Nicaragua como en la Pontificia Universidad Gregoriana de Roma.

### Vida religiosa
Fue ordenado sacerdote el 17 de mayo de 1970 por el papa Paulo VI en la Basílica de San Pedro en Roma. Asimismo, en 1971 fue nombrado párroco de la Parroquia La Purísima  y vicario general en la Diócesis de Managua.
El 8 de octubre de 1981 fue nombrado también II obispo titular de Mididi y auxiliar de la Arquidiócesis de Managua por el papa Juan Pablo II.

### Ordenación Episcopal
Fue consagrado Obispo el 21 de noviembre de 1981.

#### Obispos consagrantes
- Consagrante Principal:
  - Excmo. Mons. Miguel Obando y Bravo , SDB. Arzobispo de Managua
- Co-Consecradores Principales:
  - Excmo. Mons. Rubén López Ardón, Obispo de Estelí
  - Excmo. Mons. Julián Luis Barni Spotti , OFM, Obispo de Matagalpa

### Obispo de León de Nicaragua
El 2 de abril de 1991 el papa Juan Pablo II le confió una nueva misión como LII obispo en la Diócesis de León de Nicaragua. El 29 de junio de 2019 el papa Francisco aceptó su renuncia tras cumplir setenta y cinco años y puso como sucesor a mons. René Sócrates Sándigo Jirón, quien tomó el hábito de la orden dominicana en julio de ese año.

## Cargos como obispo
- Obispo Auxiliar de Managua 1981
- Administrador Apostólico de Juigalpa 1988
- Secretario de la Conferencia Episcopal de Nic. 1989
- Secretario General del II Concilio Provincial de Nicaragua 1992
- Presidente de la Conferencia Episcopal de Nic.  1991
- Vicepresidente de la Conferencia Episcopal de Nic. 1999-2002

## Fallecimiento
Fue ingresado hospital Fernando Veléz Paiz de Managua el 16 de mayo de 2020 por problemas respiratorios compatibles con COVID-19. Tras agravarse su estado de salud el 20 de junio fue trasladado a la Unidad de Cuidados Intensivos del hospital. Falleció tres días después, el 23 de junio, a los setenta y ocho años, a causa de COVID-19. Su cuerpo reposa en la Catedral de León.